# Stefan Lindemann
Stefan Lindemann (Erfurt, 30 settembre 1980) è un ex pattinatore artistico su ghiaccio tedesco.

## Palmarès
GP: Grand Prix; JGP: Junior Grand Prix

### 1997–2010
| Internazionali                                                     | Internazionali | Internazionali | Internazionali | Internazionali | Internazionali | Internazionali | Internazionali | Internazionali | Internazionali | Internazionali | Internazionali | Internazionali | Internazionali |
| Evento                                                             | 1997–98        | 1998–99        | 1999–00        | 2000–01        | 2001–02        | 2002–03        | 2003–04        | 2004–05        | 2005–06        | 2006–07        | 2007–08        | 2008–09        | 2009–10        |
| ------------------------------------------------------------------ | -------------- | -------------- | -------------- | -------------- | -------------- | -------------- | -------------- | -------------- | -------------- | -------------- | -------------- | -------------- | -------------- |
| Giochi olimpici invernali                                          |                |                |                |                |                |                |                |                | 21°            |                |                |                | 22°            |
| Campionati mondiali                                                |                | 13°            | 14°            | 18°            |                |                | 3°             | 12°            |                | 12°            |                |                |                |
| Campionati europei                                                 |                | 17°            | 8°             |                | 12°            | 12°            | 5°             | 3°             | 12°            | 11°            |                |                | 9°             |
| GP Cup of China                                                    |                |                |                |                |                |                |                | 3°             |                |                |                |                |                |
| GP Cup of Russia                                                   |                |                |                |                |                |                |                |                | 4°             |                |                |                |                |
| GP Lalique                                                         |                |                |                |                |                |                | 11°            |                |                |                |                |                |                |
| GP NHK Trophy                                                      |                |                |                |                |                |                |                |                | 11°            |                |                |                |                |
| GP Skate America                                                   |                |                |                |                |                |                | 9°             | 9°             |                |                |                |                |                |
| GP Skate Canada                                                    |                |                |                |                |                |                |                | 6°             |                |                |                |                |                |
| GP Sparkassen                                                      |                |                |                | R              | 7°             |                |                |                |                |                |                |                |                |
| Bofrost Cup                                                        |                |                |                |                |                |                | 1°             | 1°             |                |                |                |                |                |
| Finlandia Trophy                                                   |                |                |                |                | 8°             |                |                |                |                |                |                |                |                |
| Golden Spin                                                        |                | 3°             |                |                |                |                |                |                |                |                |                |                |                |
| Ice Challenge                                                      |                |                |                |                |                |                |                |                |                |                |                |                | 5°             |
| Schäfer Memorial                                                   |                |                |                | 5°             |                |                |                |                |                |                |                |                |                |
| Merano Cup                                                         |                |                |                |                |                |                |                |                |                |                |                |                | 8°             |
| Nebelhorn Trophy                                                   |                |                |                |                | 8°             |                |                |                | 1°             |                |                |                | 8°             |
| NRW Trophy                                                         |                |                |                |                |                |                |                |                |                |                |                | 16°            |                |
| Nepela Memorial                                                    |                |                |                |                |                | 2°             | 2°             | 1°             |                |                |                |                |                |
| Internazionali: Junior                                             |                |                |                |                |                |                |                |                |                |                |                |                |                |
| Campionati mondiali                                                |                | 14°            | 1°             |                |                |                |                |                |                |                |                |                |                |
| JGP Finale                                                         |                | 4°             | 2°             |                |                |                |                |                |                |                |                |                |                |
| JGP Bulgaria                                                       |                | 2°             |                |                |                |                |                |                |                |                |                |                |                |
| JGP Canada                                                         |                |                | 5°             |                |                |                |                |                |                |                |                |                |                |
| JGP Germania                                                       | 12°            | 2°             |                |                |                |                |                |                |                |                |                |                |                |
| JGP Slovenia                                                       |                |                | 1°             |                |                |                |                |                |                |                |                |                |                |
| JGP Ucraina                                                        | 4°             |                |                |                |                |                |                |                |                |                |                |                |                |
| Nazionali                                                          |                |                |                |                |                |                |                |                |                |                |                |                |                |
| Campionati tedeschi                                                |                | 2°             | 1°             |                | 1°             | 2°             | 1°             | 1°             | 1°             | 1°             |                |                | 1°             |
| R = Ritirato Lindemann non ha gareggiato nella stagione 2007–2008. |                |                |                |                |                |                |                |                |                |                |                |                |                |

### 1993–1997
| Internazionali: Junior | Internazionali: Junior | Internazionali: Junior | Internazionali: Junior | Internazionali: Junior |
| Evento                 | 1993–94                | 1994–95                | 1995–96                | 1996–97                |
| ---------------------- | ---------------------- | ---------------------- | ---------------------- | ---------------------- |
| Gardena Spring Trophy  |                        |                        |                        | 2° J                   |
| Blue Swords            |                        |                        |                        | 15° J                  |
| Grand Prize SNP        |                        |                        | 6° J                   |                        |
| Nazionali              |                        |                        |                        |                        |
| Campionati tedeschi    | 11° J                  | 4° J                   | 12°                    | 5°                     |
| J = Categoria Junior   |                        |                        |                        |                        |